# Ermida do Cristo de la Luz

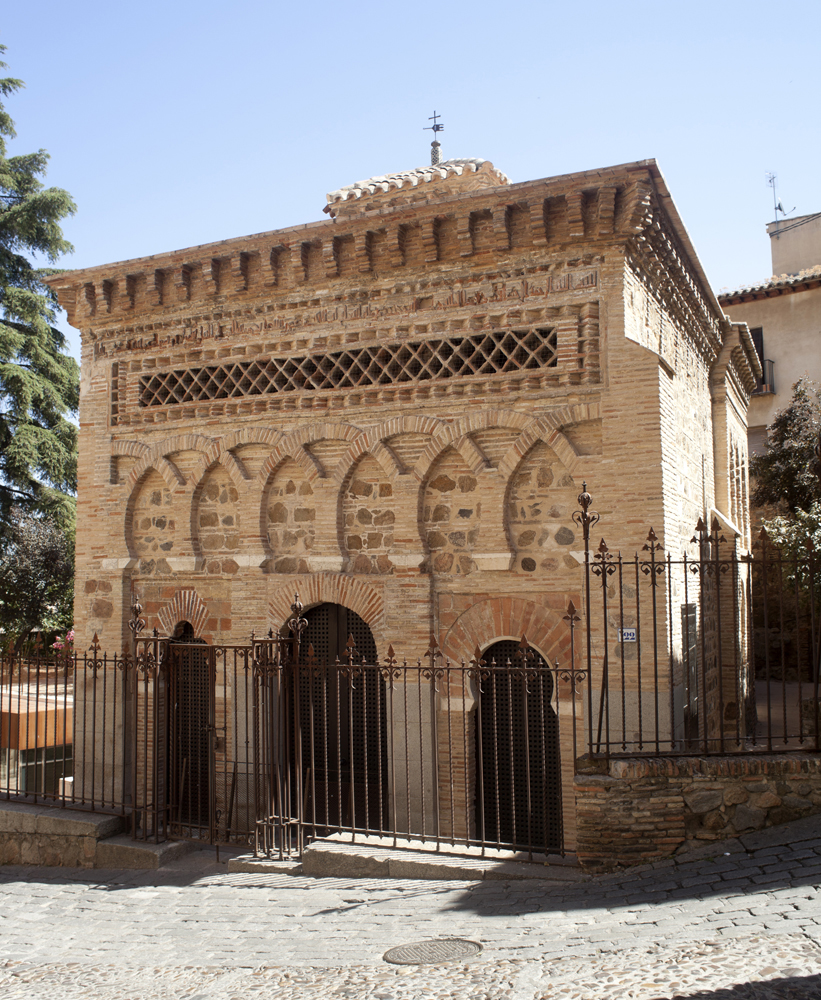
Antga mesquita e atual igreja de Cristo de la Luz, em Toldedo.

A Ermida do Cristo de la Luz é uma mesquita da época califal, aproximadamente do ano 1000 d.C, que foi depois transformada, quando da construção de um abside na sua parte posterior, a fim de a reconverter em um templo de culto cristão na época de Afonso VII, e dedicada desde então à religião cristã.
É a mesquita mais bem conservada das dez que chegaram a existir na época muçulmana na cidade de Toledo.